# Cratere Strabo
Strabo è un cratere lunare di 54,72 km situato nella parte nord-orientale della faccia visibile della Luna.